# Cold Cotes
Cold Cotes – przysiółek w Anglii, w North Yorkshire. Coldcotes jest wspomniana w Domesday Book (1086) jako Caldecotes.